# Río Colonarie
Río Colonarie es el río más largo en el país caribeño de San Vicente y las Granadinas. Está situado en la isla principal de San Vicente, que fluye desde las laderas al nordeste del Gran pico de Bonhomme en dirección noreste, girando hacia el este antes de desembocar en el Océano Atlántico en la costa central este de la isla. La ciudad de Colonarie se encuentra a orillas del río.